# Te święta
Te święta (ang. This Christmas) – amerykański dramat obyczajowy z 2007 roku oparty na scenariuszu i reżyserii Prestona A. Whitmore’a II. Wyprodukowany przez Screen Gems i Rainforest Films.

## Fabuła
Shirley Ann Whitfield (Loretta Devine) cieszy się, że po raz pierwszy od lat spędzi Boże Narodzenie z całą rodziną. Radosna świąteczna atmosfera nie trwa jednak długo. Wracają bowiem stare spory, a na jaw wychodzą skrywane od lat rodzinne sekrety.

## Obsada
- Loretta Devine jako Shirley Ann Whitfield
- Delroy Lindo jako Joe Black
- Idris Elba jako Quentin Whitfield Jr.
- Regina King jako Lisa Whitfield-Moore
- Sharon Leal jako Kelli Whitfield
- Columbus Short jako Claude Whitfield
- Lauren London jako Melanie Whitfield
- Chris Brown jako Michael Whitfield
- Laz Alonso jako Malcolm Moore
- Ricky Harris jako kuzyn Fred Whitfield
- Keith Robinson jako Devan Brooks
- Jessica Stroup jako Sandi Whitfield
- Lupe Ontiveros jako Rosie
- David Banner jako Mo
- Ronnie Warner jako Dude
- Mekhi Phifer jako Gerald